# 伍德斯托克 (新罕布什爾州)
伍德斯托克（英語：Woodstock）是一個位於美國新罕布什爾州格拉夫頓縣的鎮。

## 人口
根據2020年美國人口普查的數據，伍德斯托克的面積為153.60平方千米，當中陸地面積為152.20平方千米，而水域面積為1.40平方千米。當地共有人口1434人，而人口密度為每平方千米9人。